# Klarvingad jättestövslända
Klarvingad jättestövslända (Psococerastis gibbosa) är en insektsart som först beskrevs av Sulzer 1776.  Klarvingad jättestövslända ingår i släktet Psococerastis, och familjen storstövsländor. Arten är reproducerande i Sverige.

## Bildgalleri

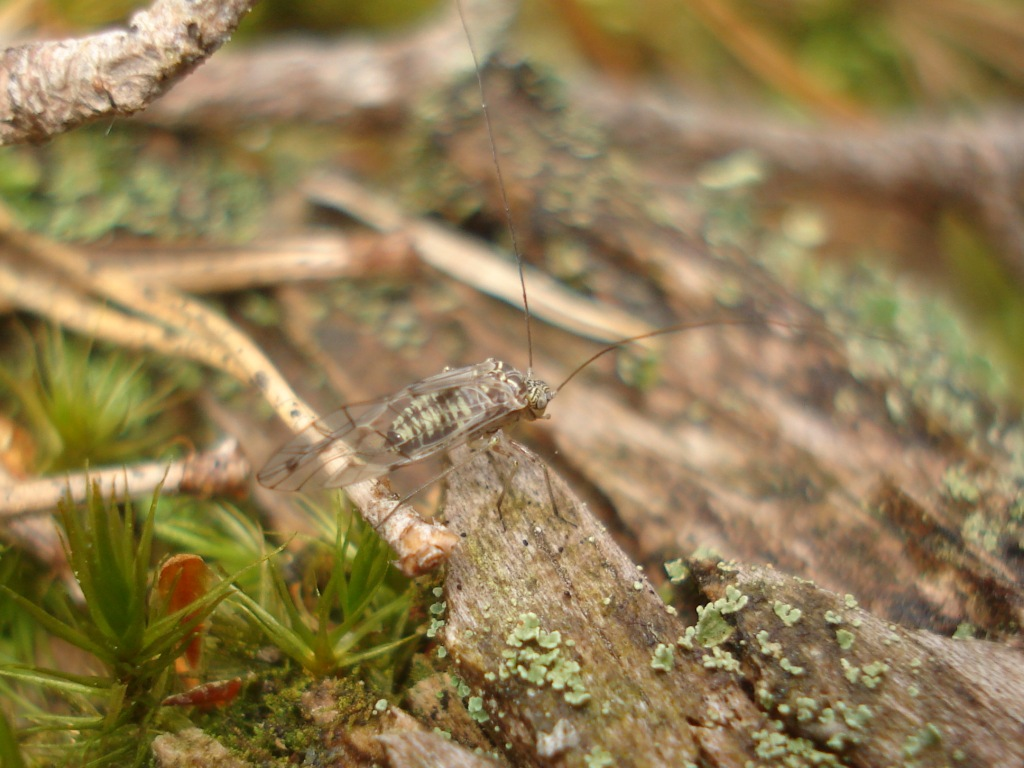